# Pamac
Pamac es un administrador de paquetes para Arch Linux y distribuciones derivadas. Se basa en libalpm con soporte AUR y Appstream. Proporciona una interfaz fácil de usar y, al mismo tiempo, ofrece un potente conjunto de características. En Arch Linux la aplicación se llama pamac-aur y se encuentra en el repositorio AUR.
En Manjaro Pamac viene en diferentes paquetes:
- pamac-gtk: versión GTK de pamac. Incluye un ícono en la bandeja de compatible con varios escritorios.
- pamac-cli: versión para línea de comandos de Pamac.
- pamac-qt: versión Qt de pamac (experimental).
- pamac-tray-appindicator: Indicador para la bandeja de KDE Plasma.[2]

## Algunos usos de pamac-cli
- Para buscar paquetes disponibles, se usa el comando pamac search. Por ejemplo, para buscar en los repositorios paquetes que contienen la palabra smplayer: pamac search smplayer
- Para instalar paquetes, se usa el comando pamac install. Por ejemplo, para instalar smplayer y smplayer-themes: pamac install smplayer smplayer-themes
- Para instalar paquetes desde el repositorio AUR, se usa el comando pamac build. Por ejemplo, para instalar umplayer: pamac build umplayer
- Para comprobar si hay actualizaciones disponibles, se usa el comando pamac checkupdates: pamac checkupdates -a
- Para desinstalar paquetes instalados desde los repositorios o AUR. Por ejemplo, para eliminar todos los paquetes instalados anteriormente: pamac remove smplayer smplayer-themes umplayer